# Ancyloptila lactoides
Ancyloptila lactoides là một loài bướm đêm trong họ Crambidae.